# Igreja de São Miguel Paulista
A Igreja de São Miguel Paulista ou Capela de São Miguel Arcanjo, conhecida popularmente como Capela dos Índios, é o templo religioso mais antigo da cidade de São Paulo. Localizada na Praça Padre Aleixo Monteiro Mafra (Praça do Forró), no distrito de São Miguel Paulista, Zona Leste da capital paulista, a capela foi construída pelos índios guaianás catequizados pelos jesuítas, em 1560. Durante escavações em seu interior foram encontrados diversos objetos antigos e ossadas.
Foi tombada em 1938 a partir do processo de número 180-T, inscrição de número 109 no Livro Histórico e inscrição de número 219 no Livro Belas Artes. São Miguel faz parte da alta hierarquia dos anjos e seus cultos pede proteção e iluminação ao caminho de Deus.
Tal obra jesuítica foi reformada a mando do frei Mariano da Conceição Veloso. A Igreja de São Miguel foi local de catequização dos índios Guaianases, que moravam nas redondezas. Acredita-se que Piquerobi, cacique e, consequentemente, chefe da tribo, junto a sua filha Uraraí foram sepultados por baixo das palmeiras que estão até os dias de hoje na frente da construção católica. Após o período de pertencimento aos e serventia aos jesuítas, a Igreja de São Miguel teve como posse à congregação dos Irmãos Josefinos, os quais, ao realizarem obras por volta do ano de 1945, prejudicaram o estilo e características originais. Após seu tombamento (1938) e restauração (1959), recebeu obras feitas pela própria Prefeitura Municipal de São Paulo e foi predito a utilização do espaço como um museu sacro.
São Miguel é visto como o que defende o trono celestial (guardião celeste), príncipe, guerreiro chefe supremo dos anjos. Ele é também padroeiro da Igreja Católica. Também é conhecido como Arcanjo da Justiça e do arrependimento. O nome Miguel significa "semelhança de Deus". Atualmente, o edifício é reconhecido pelo Iphan como Patrimônio cultural de São Paulo.

## História

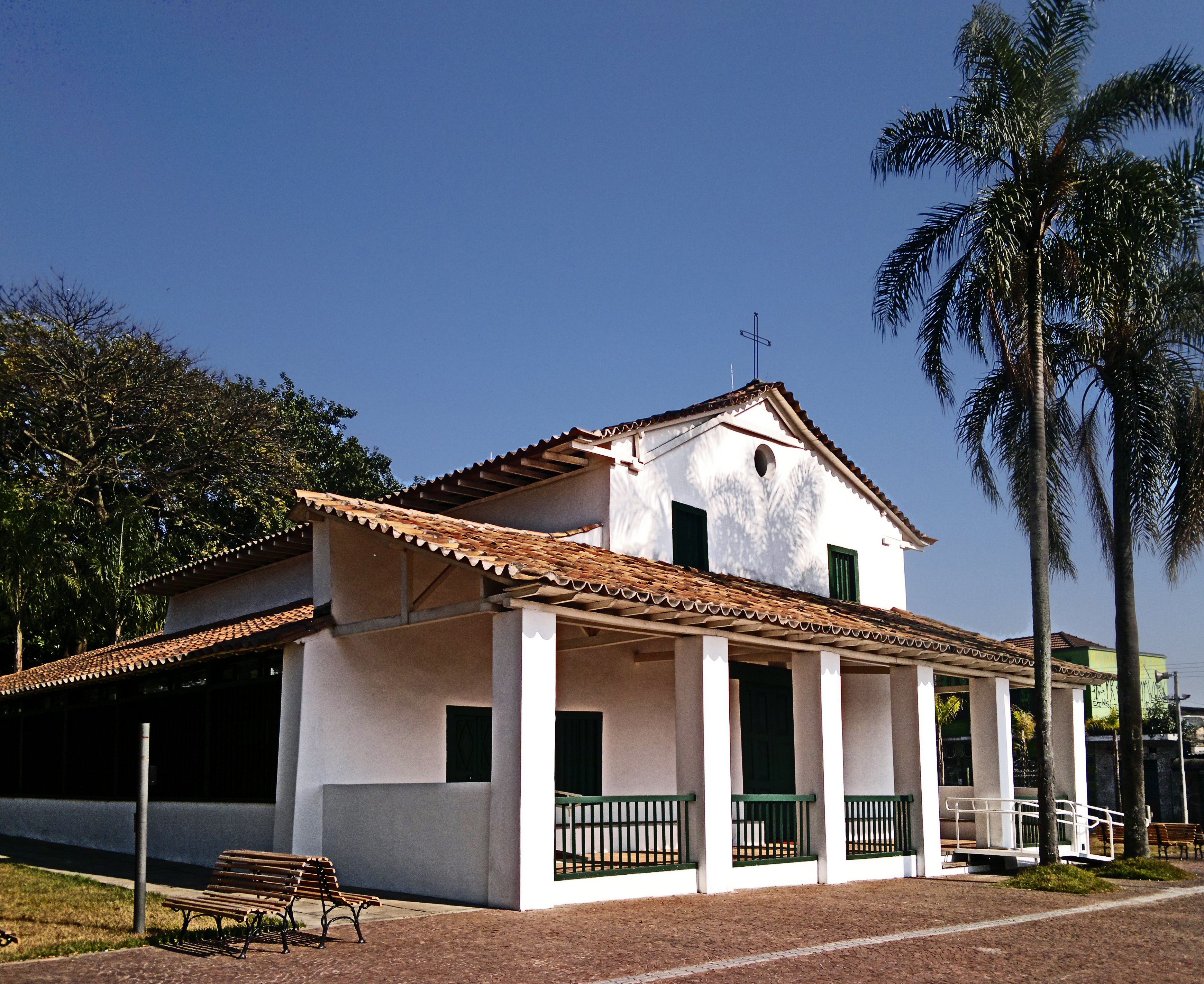

Na gênese históricas das cidades brasileiras inclui-se modalidade da transformação de aldeamentos de índios em povoado de brancos colonizadores, o que é comum e resultou na formação de municípios e distritos de São Paulo. Uma forte evidência desse tipo de povoamento é a quantidade de aldeias que surgiram no século XVI nas terras ribeirinhas e mais precisamente ao longo do Rio Tietê. Esses povoamentos transformaram-se nos municípios de Itaquaquecetuba, Guarulhos e o distrito de São Miguel Paulista. O plano de colonização é anterior à própria existência da Vila de São Paulo, trazido para as novas terras pelo primeiro governador-geral do Brasil.
Para compreender a história do local, é necessário retornar aos primeiros anos da cidade. Devido à sua posição estratégica, a aldeia destacou-se como um posto avançado na área de vigilância da vila de São Paulo contra os ataques de nativos inimigos da fé católica.
Para alguns historiadores da época, a data em questão é ainda mais remota. Em 1560, índios Guaianases entraram em conflito com os colonos da Vila de São Paulo de Piratininga. Comandados por Piquerobi, aliados dos padres jesuítas, caminharam toda a extensão do planalto. O padre Manuel da Nóbrega, da Companhia de Jesus, delegou o padre José de Anchieta que os procurasse para retomar o processo de evangelização dos índios. O percurso era extremamente difícil, principalmente por ser tratar do entorno do Rio Tietê. Ao chegar ao local, as terras de Ururaí, o padre reencontrou o grupo e tratou de formar a nova aldeia como São Miguel de Ururaí. Neste local foi erguida a pequena capela de bambu e sapé que deu, posteriormente, a origem ao bairro.

### Construção
Construída em 1580, a Capela de São Miguel tinha como principais materiais o bambu e o sapé Vila de São Paulo de Piratininga. A capela foi reconstruída no dia 16 de julho de 1662, data inscrita na vêrga da porta principal. Sua construção, no entanto, é atribuída de forma incerta, ao Padre João Álvares ora ao bandeirante Fernão Munhoz, podendo-se atribuir a ambos a ação reconstrutora. O primeiro viveu e possuía terras na região de Boigi Mirim, conhecido como Mogi das Cruzes, e, mais tarde, também foi responsável pela construção da Capela de Nossa Senhora da Ajuda, Itaquaquecetuba. A segunda autoria é atribuída ao bandeirante de origem espanhola, pois consta no testamento datado em 1675

### Tombamento
A Capela de São Miguel Arcanjo foi um dos primeiros bens patrimoniais tombados pelo Instituto do Patrimônio Histórico e Artístico Nacional, na época Serviço do Patrimônio Histórico e Artístico Nacional (Iphan), em 1938, que havia sido recentemente criado. O próprio Iphan a restaurou de 1939 a 1940. Em 1974 a Capela foi tombada pelo Conselho de Defesa do Patrimônio Histórico pelo processo nº00368/73. Por último, foi tombada pelo Conpresp - Conselho Municipal de Preservação do Patrimônio Histórico, Cultural e Ambiental da Cidade de São Paulo - em 1991, conforme a resolução nº05/1991. O patrimônio foi considerado como o marco remanescente e prova de testemunho da antiguidade da ocupação da região do século XVI. O tombamento tem por finalidade proteger a área urbana e o perímetro da Capela.
A igreja foi restaurada pela última vez entre os anos de 2008 e 2011; com a reforma, criou-se um espaço para um museu da história do local.

### Restauração

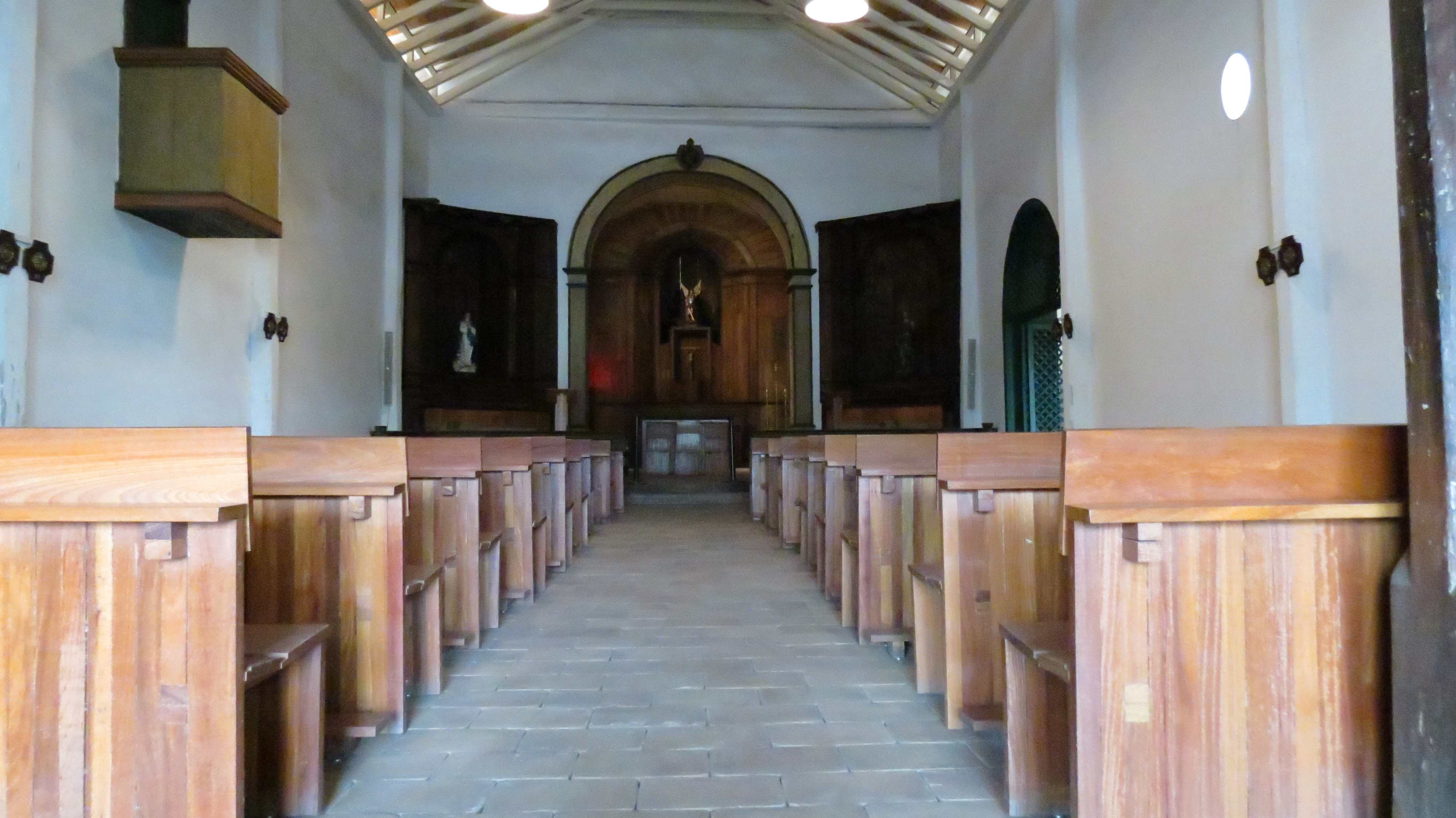
Nave principal

Ao longo dos anos, a Capela recebeu reformas e adaptações. Ainda no período colonial, em 1691, a primeira modificação ocorreu por determinação do conselheiro Diogo Barbosa Rego. No século XVIII, sob tutela dos franciscanos, o pé direito da capela passou de 4 para 6 metros de altura. Depois disso, o jornal Correio Paulistano relata que em 30 de outubro de 1926, uma nova iniciativa foi iniciada pelo Dr. Ismael Bresser, a reunir Afonso d'Escragnolle Taunay, diretor do Museu Paulistano, o arquiteto Ricardo Severo, e o presidente do Instituto Histórico e Geográfico de São Paulo, a fim de empreender obras na histórica Capela de São Miguel Paulista, fundada em 1622. Encontro sucedido por audiência com o Arcebispo de São Paulo D. Duarte Leopoldo e Silva. O que denotou uma perspectiva do patrimônio cultural brasileiro ainda incomum para aqueles tempos:
"É importante observamos este aspecto, pois também nos revela como se deu a construção de uma noção de patrimônio naquele período em que ainda se engatinhava em relação às políticas patrimoniais, que só seriam institucionalmente definidas uma década mais tarde, com o Estado Novo de Getúlio Vargas e a criação do IPHAN, como veremos mais adiante."
"Com notável critério e singular modestia procurou o dr. Bresser apoiar-se nos conselhos dos profissionaes e dos tradicionalistas ferventes e eruditos, á primeira linha dos quaes se acha J. Wasth Rodrigues, com seu senso profundo das nossas velhas cousas. [...] E assim se apruma novamente o igrejó do Archanjo. [...] é formidavelmente paulista! É formidavelmente brasileiro! Para nós que mais?"
Aproximadamente entre 1938 a 1940, coordenado pelo SPHAN, atual IPHAN, sob a tutela do engenheiro Luís Saia a Capela foi restaurada novamente. Há registros do dia 16 de outubro de 1937, inclusive, da existência de um relatório feito pelo escritor Mário de Andrade encaminhado a Rodrigo Mello, responsável pelo órgão, de sua visita ao Estado de São Paulo.

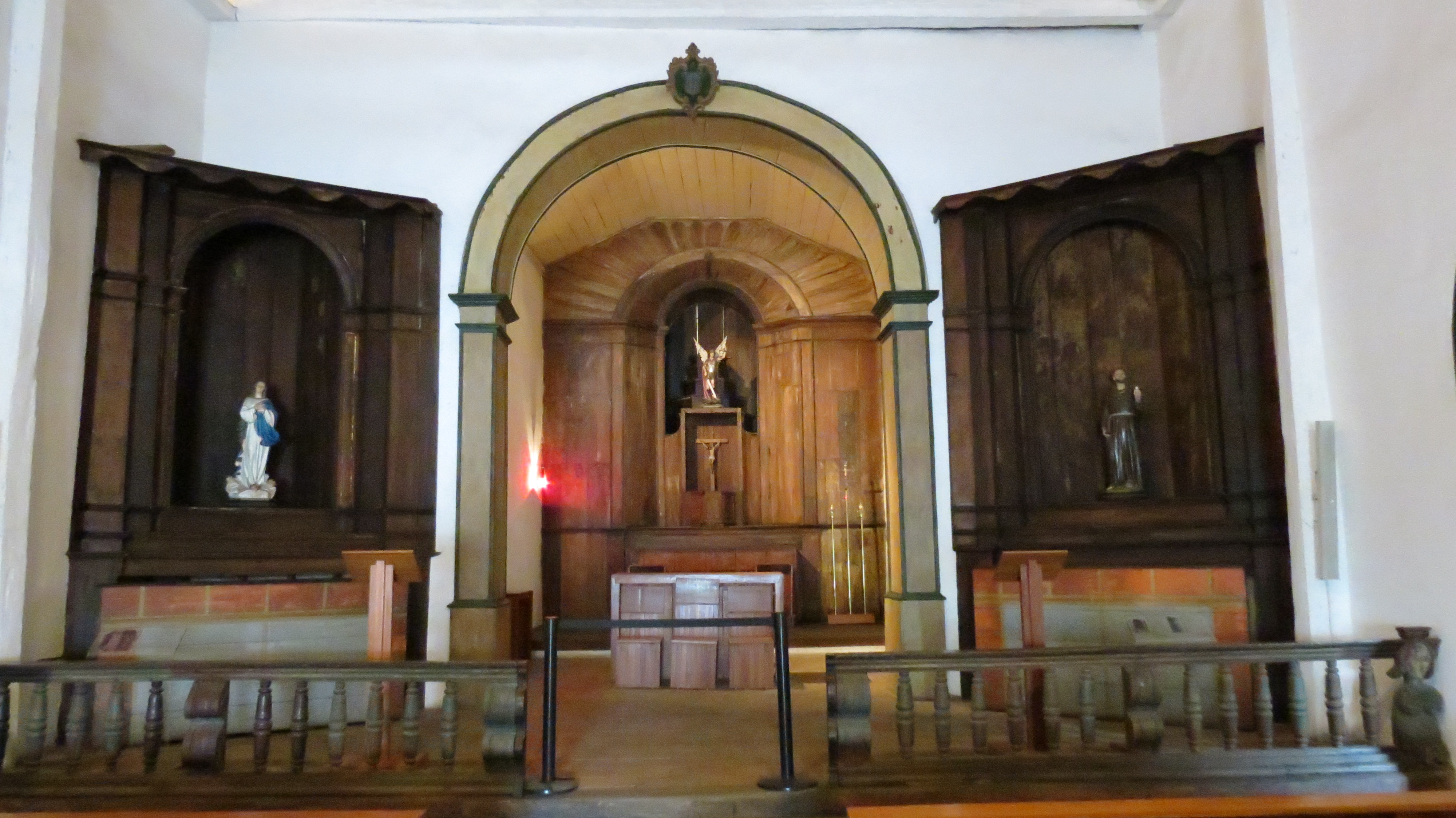
Altar Mor

Contudo, a maior restauração feita no terreno foi em 2006/2011 quando a Diocese de São Miguel Paulista e a Associação Cultural Beato José de Anchieta (ACBJA) realizaram um novo restauro que revitalizou a arquitetura histórica, recuperou vários elementos artísticos e ornamentos que até então estavam escondidos ou deteriorados pelo tempo, além dos objetos encontrados no extenso e importante sítio arqueológico. A restauração contemplou o estudo, cadastramento e mapeamento geofísico do terreno. As principais alterações foram na cobertura, estrutura de madeira, paredes, portas, janelas, piso e a restauração dos elementos artísticos. Noventa por cento das paredes de taipa originais foram recuperadas, assim como as pinturas que as ilustram. A primeira parte do processo, cujo objetivo era recuperar o edifício estruturalmente, foi investido aproximadamente R$ 3,1 milhões, bancados pela iniciativa privada. A segunda parte, iniciada em 2009, foi o estudo e a pesquisa do material que resultou na musealização do local. No mesmo ano, o então prefeito da cidade de São Paulo Gilberto Kassab visitou a Capela para celebrar a obra de restauração. Além da reforma principal, a praça Praça Padre Aleixo Monteiro Mafra também recebeu melhorias como a instalação de bancos, lixeiras e postes de luz  A restauração durou sete anos e a Capela foi reaberta em março de 2011, como museu.

### Redescoberta de pinturas

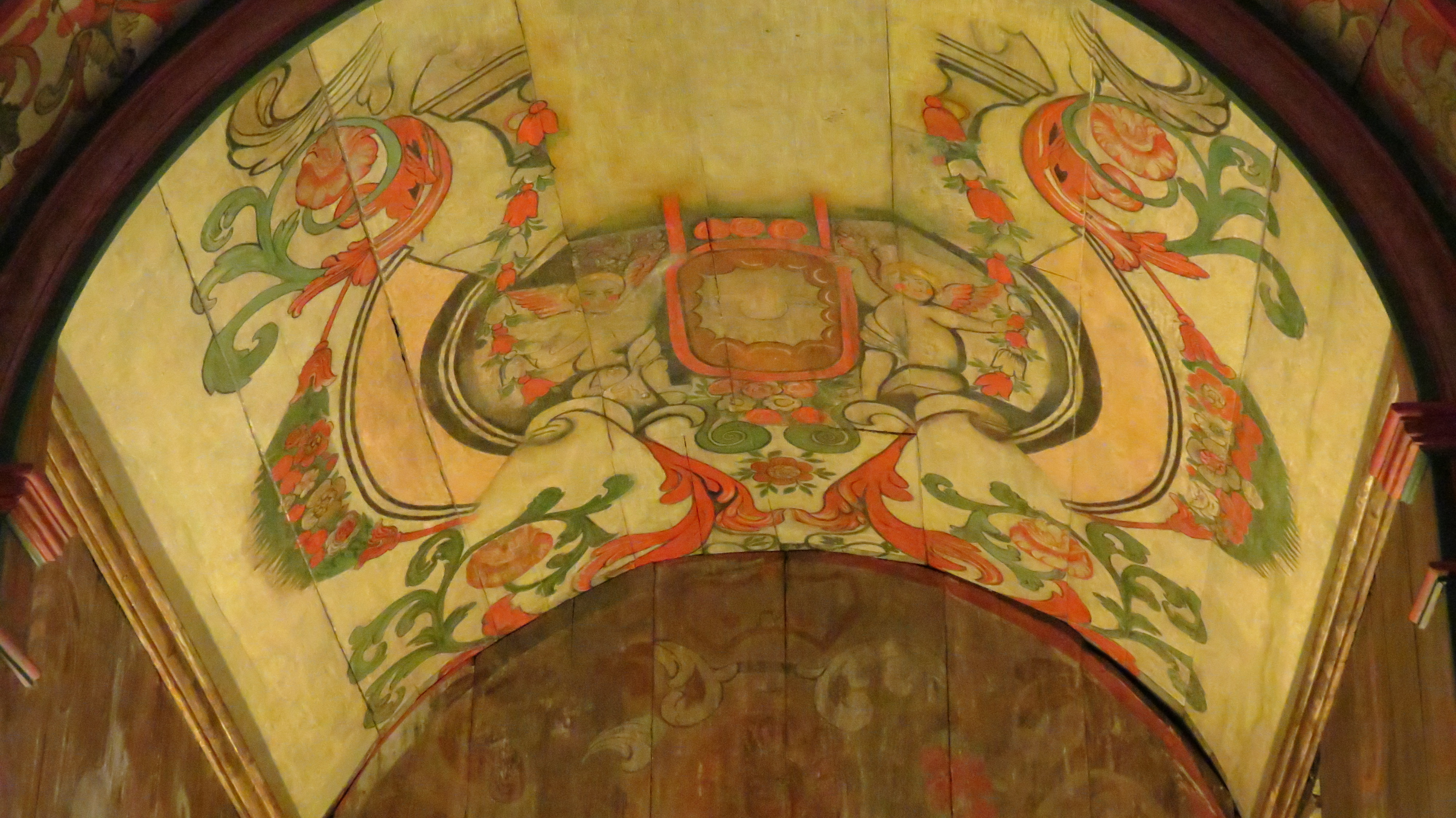
Pintura de mural parietais descoberta em 2009

Na desmontagem de parte do altar lateral para sua restauração, em 2007, foi encontrada na parte de trás uma pintura mural parietais executada diretamente no revestimento da taipa. Em 2009, os altares foram removidos para que eles fossem estudados em sua totalidade. Consolidada as paredes de taipa e feita a limpeza do pó acumulado, descobriu-se uma pintura mais antiga que estava preservada na construção do altar.  Portanto, a descoberta foi um feito inestimável, cuja pintura contribui para o estudo da arte colonial paulista.

## Arquitetura

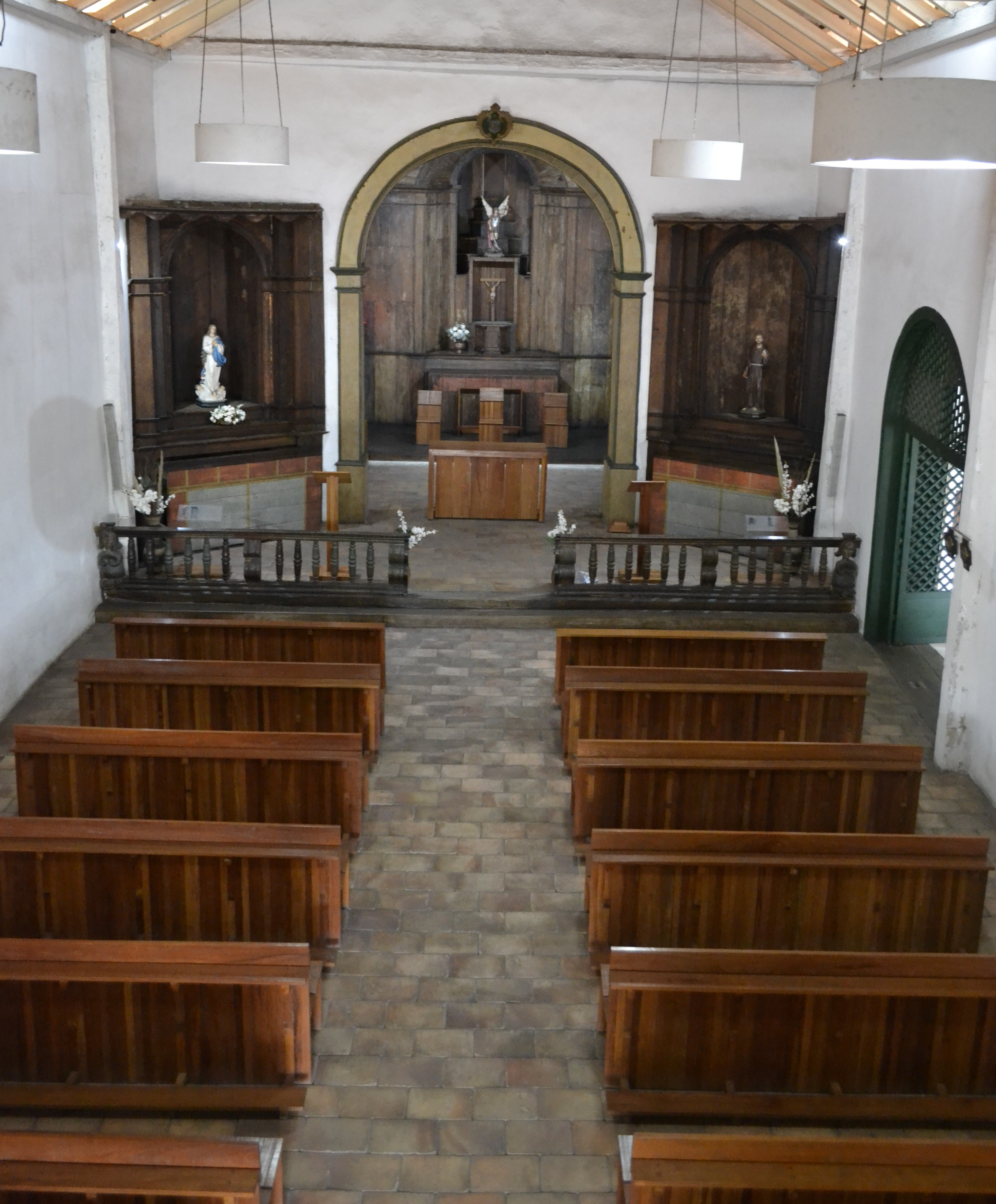
Interior da Capela de São Miguel Arcanjo, 2024

Construída com características seiscentistas, as paredes de taipa de pilão receberam mais tarde acréscimos como adobe, comum no século XVIII. O alpendre, ocupando toda a largura da fechada, prolonga-se com a parede do lado direto da igreja. O edifício apresenta uma nave única, nela a capela-mor de teto de telha com madeiramento aparente e apresenta sua construção técnica em taipa de pilão. No interior, existem peças em jacarandá torneada, como no caso da mesa de comunhão.

## Biografia
- GONÇALVES, Cristiane Souza. Restauração Arquitetônica: A Experiência do SPHAN em São Paulo, 1937-1975. São Paulo: Annablume; Fapesp, 2007, p. 66.